# 村本邦子
村本 邦子（むらもと くにこ、1961年 - ）は、日本の教育心理学者。立命館大学教授。
鹿児島県出身。1985年京都大学教育学部卒、87年同大学院教育学研究科教育方法学修士課程修了。2001年米国ユニオン・インスティチュート大学院博士課程修了、学術博士。1987-90年新石切りこころのクリニック・心理カウンセラー。1990‐2014年女性ライフサイクル研究所所長。1992-96年花園大学学生相談カウンセラー。2008年立命館大学応用人間科学研究科教授。夫は村本詔司。

## 著書
- 『「しあわせ家族」という嘘 娘が父を語るとき』創元社 1997
- 『暴力被害と女性 理解・脱出・回復』昭和堂 シリーズこころの健康を考える 2001
- 『援助者のためのグループの理論と実践』三学出版 FLC21援助者ナビ 2002
- 『援助者のための女性学入門』三学出版 FLC21援助者ナビ 2002
- 『援助者のためのフロイト入門』三学出版 FLC21援助者ナビ 2005

### 共編著
- 『たのしく,出産』編著 新水社 1992
- 『子ども虐待の防止力を育てる 子どもの権利とエンパワメント』女性ライフサイクル研究所編著　法政出版　1997　（新版）西順子,前村よう子共著 三学出版 2004
- 『今からでもできる人格の土台をつくる子育て』窪田容子共著 三学出版 FLC21子育てナビ 2001
- 『子どもが被害にあったとき』窪田容子共著 三学出版 FLC21子育てナビ 2001
- 『子どもの叱り方』津村薫共著 三学出版 FLC21子育てナビ 2001
- 『子どもにキレてしまいそうなとき』窪田容子共著 三学出版 FLC21子育てナビ 2002
- 『ひとりっ子の育て方』津村薫共著 三学出版 FLC21子育てナビ 2002
- 『思春期の危機と子育て』前村よう子共著 三学出版 FLC21子育てナビ 2003
- 『小学生の子育て』津村薫共著 三学出版 FLC21子育てナビ 2004
- 『離婚と子育て』窪田容子共著 三学出版 FLC21子育てナビ 2004
- 『不登校とのつきあい方』渡邉佳代共著 三学出版 FLC21子育てナビ 2005
- 『法と心理の協働 女性と家族をめぐる紛争解決へ向けて』二宮周平共編 不磨書房 2006
- 『対人援助学を拓く』土田宣明,徳田完二,春日井敏之,望月昭共編 晃洋書房 2013
- 『対人援助学の到達点』望月昭,土田宣明,徳田完二,春日井敏之共編著 晃洋書房 2013
- 『臨地の対人援助学 東日本大震災と復興の物語』中村正,荒木穗積共編著 晃洋書房 2015

### 翻訳
- アンドリュー・サミュエルズ『ユングとポスト・ユンギアン』村本詔司共訳 創元社 1990
- ジーン・シノダ・ボーレン『女はみんな女神』村本詔司訳 新水社 1991
- カレン・R.クレイマン,ヴァレリー・D.ラスキン『赤ちゃんを愛せない マタニティ・ブルーをのりこえる12章』山口知子共訳 創元社 1996
- イヴリン・S.バソフ『母は娘がわからない 子離れのレッスン』山口知子共訳 創元社 1996
- イヴリン・S.バソフ『娘が母を拒むとき 癒しのレッスン』山口知子共訳 創元社 1996
- キャスリン・フィッシャー『もっとうまく怒りたい! 怒りとスピリチュアリティの心理学』学陽書房 2002
- E・バーマン『発達心理学の脱構築』青野篤子共監訳 ミネルヴァ書房 2012

## 論文
- ＜村本邦子